# Heidi Franz
Heidi Franz (Bainbridge Island, 14 januari 1995) is een Amerikaans wielrenster en gravelrijdster die anno 2025 rijdt bij Cynisca Cycling.

## Carrière
Tussen 2018 en 2021 reed Franz bij Rally Cycling. Namens deze ploeg boekte ze in 2019 haar eerste overwinning; ze won de tweede etappe in de Ronde van de Gila. In 2020 nam ze namens dezelfde ploeg deel aan onder andere de Ronde van Vlaanderen. In 2022 behaalde ze meerdere successen in wedstrijden op Amerikaanse bodem. Ze won in de Redlands Bicycle Classic en de Joe Martin Stage Race één etappe. Daarnaast schreef ze haar eerste eindklassement op haar naam, ze was de sterkste in de Redlands Bicycle Classic. In de Joe Martin Stage Race won ze het puntenklassement, in het eindklassement moest ze het doen met een tweede plaats achter Emma Langley. Haar eerste gravelwedstrijd won Franz in 2023 op Spaanse bodem, een jaar later won ze een gravelwedstrijd in Finland. Voor het seizoen van 2023 maakte ze de overstap van DNA Pro Cycling naar Lifeplus Wahoo. Bij DNA Pro Cycling reed ze vanaf eind april 2023 nadat de Spaanse wielerploeg Zaaf Cycling Team ophield te bestaan.

## Overwinningen
2019
2e etappe Ronde van de Gila
2022
1e etappe Redlands Bicycle Classic
Eindklassement Redlands Bicycle Classic
2e etappe Joe Martin Stage Race
Puntenklassement Joe Martin Stage Race
2023
Egmont Cycling Race
Hutchinson Ranxo Gravel
2024
Nordic Gravel Series-Jyväskylä
2025
Bergklassement Ronde van de Pyreneeën
2e etappe Ronde van Portugal

### Resultaten in voornaamste wedstrijden
| Jaar | Gent-Wevelgem | Ronde van Vlaanderen | Amstel Gold Race | Luik-Bast.‑Luik | Waalse Pijl | Brabantse Pijl |  | WK op de weg |
| ---- | ------------- | -------------------- | ---------------- | --------------- | ----------- | -------------- |  | ------------ |
| 2020 | 89e           | 77e                  |                  |                 |             | opgave         |  |              |
| 2021 |               |                      |                  | opgave          | buit.tijd   |                |  |              |
| 2022 |               |                      |                  |                 |             |                |  | 75e          |
| 2023 |               |                      |                  |                 |             |                |  | opgave       |
| 2024 |               | opgave               | opgave           | opgave          |             | 66e            |  | opgave       |
| 2025 |               |                      | opgave           |                 |             |                |  |              |

## Ploegen
- 2018 –  Rally Cycling
- 2019 –  Rally Cycling
- 2020 –  Rally Cycling
- 2021 –  Rally Cycling
- 2022 –  InstaFund Racing
- 2023 –  Zaaf Cycling Team (tot en met 17-4)
- 2023 –  DNA Pro Cycling (vanaf 28-4)
- 2024 –  Lifeplus Wahoo
- 2025 –  Cynisca Cycling

Burlová (tot 20/9) · Franz · González · Harris · Jamieson · King · Leech · Richardson · Rysz · Söderqvist · Van der Wolf